# Los Torrentes
Los Torrentes es una localidad del estado mexicano de Veracruz. Es parte del municipio de Veracruz. Fue fundada el 15 de agosto de 2009.

## Demografía
| Censo | Población |
| ----- | --------- |
| 2010  | 4 665     |
| 2020  | 10 870    |